# Pachyolpium fuscipalpum
Espèce
Synonymes
- Olpiolum fuscipalpum Muchmore, 1977

Pachyolpium fuscipalpum est une espèce de pseudoscorpions de la famille des Olpiidae.

## Distribution
Cette espèce est endémique du Belize. Elle se rencontre vers Belmopan.

## Description
Les mâles mesurent de 1,84 à 2,35 mm et les femelles de 2,26 à 2,67 mm.

## Systématique et taxinomie
Cette espèce a été décrite sous le protonyme Olpiolum fuscipalpum par Muchmore en 1977. Elle est placée dans le genre Pachyolpium par Muchmore en 1991.

## Publication originale
- Muchmore, 1977 : Preliminary list of the pseudoscorpions of the Yucatan Peninsula and adjacent regions, with descriptions of some new species (Arachnida: Pseudoscorpionida). Bulletin of the Association for Mexican Cave Studies, no 6, p. 63-78 (texte intégral).